# Стаффорд, Натали
Натали Стаффорд (англ. Natalie Stafford; в девичестве Хьюз (англ. Hughes); род. 8 декабря 1976 года, Сидней, Новый Южный Уэльс, Австралия) — австрало-британская профессиональная баскетболистка, которая выступала в женской национальной баскетбольной лиге. Играла на позиции атакующего защитника. Чемпионка женской НБЛ (2001).
В составе национальной сборной Великобритании принимала участие на чемпионате Европы 2011 года в Польше и Олимпийских играх 2012 года в Лондоне, на этих двух турнирах команда заняла одиннадцатое место.

## Ранние годы
Натали Стаффорд родилась 8 декабря 1976 года в городе Сидней (штат Новый Южный Уэльс).